# George Bridgetower

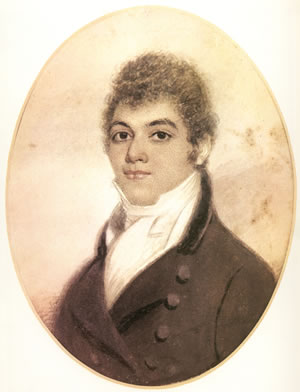
George Bridgetower ok. 1800 r.

George Augustus Polgreen Bridgetower (ur. 11 października 1778 w Białej Książęcej (ob. Biała Podlaska), zm. 29 lutego 1860 w Londynie) – brytyjski wirtuoz skrzypiec i kompozytor karaibsko-niemieckiego pochodzenia.

## Życiorys
Ojciec Bridgetowera, John Frederick Bridgetower, najprawdopodobniej pochodził z Karaibów, być może z Barbadosu; matka natomiast pochodziła ze Szwabii. Oboje byli służącymi. Przyszły skrzypek urodził się w 1778 r. w Białej Książęcej, gdzie jego ojciec pracował wtedy jako służący u księcia Hieronima Wincentego Radziwiłła. W roku 1779 ojciec przeszedł na służbę u księcia Esterházyego, patrona Josepha Haydna, od którego kilkuletni George pobierał lekcje.
George już w dzieciństwie wykazywał talent muzyczny; w 1789 r. dał udane koncerty w Paryżu, Londynie, Bath i Bristolu. W 1791 r. zainteresował się nim brytyjski następca tronu, późniejszy król Jerzy IV, który zaczął nadzorować jego dalszą edukację muzyczną. Od 1795 r. mieszkał na stałe w Londynie, kształcąc się pod kierunkiem François-Hippolyte Barthélémona (dyrektora Covent Garden Theatre), Ivana Jarnovicia i Thomasa Attwooda (organisty w katedrze św. Pawła oraz profesora Królewskiej Akademii Muzycznej).
Do końca XVIII wieku wziął udział w około 50 koncertach w teatrach londyńskich, takich jak Covent Garden, Drury Lane czy Haymarket, był też zatrudniony przez przyszłego króla w jego orkiestrach w Brighton i Londynie.
W 1802 r. pozwolono Bridgetowerowi wyjechać do Drezna w odwiedziny do matki i brata. Rok później wystąpił w Wiedniu razem z Ludwigiem van Beethovenem. Wywarł na Beethovenie tak wielkie wrażenie, że zadedykował on Bridgetowerowi Sonatę skrzypcową nr 9 A-dur (op. 47). Po raz pierwszy została ona publicznie wykonana 24 maja 1803 r. w wiedeńskim teatrze Augarten – Beethoven grał na fortepianie, a Bridgetower na skrzypcach. Wkrótce jednak doszło do konfliktu między muzykami, w wyniku czego Beethoven zadedykował swoje dzieło Rodolphe’owi Kreutzerowi (dziś sonata jest znana właśnie jako „Kreutzerowska”). Najbardziej znana wersja mówi o tym, że Bridgetower obraził kobiety, które okazały się przyjaciółkami Beethovena.
Po tym epizodzie Bridgetower powrócił do Londynu, gdzie kontynuował karierę muzyczną, a także zaczął nauczać. 4 października 1807 r. został wybrany do Królewskiego Stowarzyszenia Muzyków, był też członkiem Trinity Hall, uzyskując tam w czerwcu 1811 r. tytuł Bachelor of Music. Występował z orkiestrą Królewskiego Towarzystwa Filharmonicznego. W 1816 r. ożenił się z Mary Leech Leeke. Później dużo podróżował, zwłaszcza do Włoch, gdzie mieszkała jego córka.
Zmarł w 1860 r. w Peckham w południowej części Londynu, pozostawiając po sobie 1000 funtów, które zapisał siostrze zmarłej żony. Jego szczątki spoczywają na cmentarzu w Kensal Green. Dom, w którym mieszkał do śmierci został wyburzony w roku 1970.
Własne kompozycje Bridgetowera obejmują Diatonica amonica na fortepian, opublikowane w 1812 r. w Londynie, oraz Henry: A voice na głos średni i fortepian. Listę jego dzieł można znaleźć w Black Music Research Journal, Vol. 10, Nr 2, Fall 1990, w artykule Dominique-René de Lerma.
Postaci Bridgetowera poświęcony był krótkometrażowy film A Mullato Song z 1996. Grali go Everton Nelson jako dorosłego i Cole Mejas jako dziecko. Pojawia się też w Wiecznej miłości z 1994 r. W 2009 r. Rita Dove, laureatka nagrody Pulitzera, wydała książkę Sonata Mulattica.